# Eksjöhovgård
Eksjöhovgård är en geografisk del av Sävsjö tätort belägen i Vallsjö socken, Västra härad, öster om järnvägen med Eksjöhovgårdssjön och Eksjöhovgårds slottsruin som sitt centrum.

## Historia
Gården Ekesio i Vallsjö socken omnämns första gången i skrift 1287 i Cecilia Elofsdotters testamente då gårdsfogden därstädes gavs sju alnar tyg. Fru Cecilia var gift med Värends lagman Magnus Karlsson, vilken även ägde flera andra gårdar i Njudung.
Sedermera tillföll gården Nydala kloster, troligen genom donation. Under 1300- och en bit in på 1400-talet fungerade gården som tingsplats i Västra härad. Gården hade ett strategiskt läge. Under 1300-talet och en bit in på 1400-talet fanns häradets tingsplats här och gården låg centralt intill handelsvägar söder- och västerut. Om Eksjö var en huvudgård även 1287–1474 är oklart men inte helt omöjligt. Det är dock tydligt att Eksjö övertog Vallsjös plats som socknens maktcentrum under senmedeltid, något som också understryks av att platsen var tingsplats för Västra Härad. Att det fanns ett samband mellan den senmedeltida huvudgården och kyrkbyn visas av att en gård i Vallsjö ingick i arvskiftet efter Svante Sture 1528.
Efter ett sekel i klostrets ägo kom Eksjöhovgård genom ett jordbyte år 1420 i Sven Sture:s ägo. Denne Sven Sture var nära lierad med drottning Margareta och hade under sina sista år en viktig ställning inom den småländska lokalförvaltningen. Köpet av Eksjö kan ha motiverats av dess strategiska läge i anslutning till handelsleder som östra Holavedsvägen. År 1474 skrev sig Nils Bosson (Natt och Dag) som var dotterson till Sven Sture och antog Sture som släktnamn, till Eksjö. På 1490-talet ärvdes Eksjö av riksföreståndaren Svante Nilsson och därefter av hans son Sten Sture d.y. Både Svante och Sten skrev sig hit och Eksjö blev administrativt centrum i ett län. Vid Eksjöhovgårdssjön finns lämningar efter en slottsbyggnad som uppfördes under 1600-talets andra hälft, men som möjligen i vissa delar kan ha medeltida ursprung (Werdenfels & Garmer 1969, Lovén 1996:316). Under Sturarnas tid införlivades Eksjöhovgård i ett omfattande godskomplex och 1616 dog Stureätten ut varvid Eksjöhovgård kom i andra händer.
Det var en av fältmarskalkarna från 30-åriga kriget, sedermera riksrådet Karl Mauritz Lewenhaupt, som före sin död 1666 lät påbörja bygget av ett kvadratiskt stenhus i tre våningar med en altan högst upp. Andra våningen var tänkt att användas enbart för festligheter. Förlagorna till huset kom från Stockholm och tanken var att skapa en symmetrisk byggnad. Men verkligheten kom ifatt i och med 1680-talets reduktion, varvid Lewenhaupts ättlingar förlorade stora delar av godset. Resten såldes år 1700. Då hade huset med nöd och näppe fått sitt branta tak med altan. Inredning och fönster saknades, likaså fasaddekorationer. Symmetrin i fasaderna haltade också. I samband med upptäckten av malmfyndigheter i Fröderyds socken bildades ett bolag 1765, vilket köpte Eksjöhovgårds egendom egendom för två tunnor guld och vid utloppet från Eksjöhovgårdssjön på en plats med namnet Hägnen byggdes ett kopparverk som fick namnet Eksjöhovgårds kopparverk men kallades även Fredriksbergs kopparverk. Herrgårdsbyggnaden byggdes 1805, där uppgiften var att ta vara på kopparmalm i Fröderyd och Eksjöhovgård skulle ge kol för ändamålet. Men det blev ingen lönande affär och bolaget upplöstes. Härefter började slottet förfalla och efter att taket av kopparplåt tagits ner 1812 gick det snabbt.
Gustaf Adolf Fagerberg, patron på godset Eksjöhovgård åren 1847–1873, upplät mark för byggnation av järnvägen. Sedan år 1967 blev Sävsjö kommun ägare till Eksjöhovgård, som under många år drevs som ett värdshus. Värdshuset är för tillfället stängt. "Det gamla sturegodset Eksjö Hovgård Vallsjö socken övergick på 1830-talet från familjen Hedenstierna till bruksförvaltaren Gustav Adolf Fagerberg och arrenderades av dennes bror, den historiskt intresserade häradsskrivaren Anders Magnus Fagerberg"

## Platser
- Sävsjö station
- Sävsjö stadshus
- Vallsjö nya kyrka
- Sävsjö fritidscenter
- Djupadals Strövområde